# Duntrune Castle
Duntrune Castle er en borg, der ligger på nordsiden af Loch Crinan overfor landsbyen Crinan i Argyll, Skotland. Man mener det er den ældste kontinuerligt beboede borg på Skotlands fastland. Det er en listed building i kategori B.